# Министарство безбједности Босне и Херцеговине
Министарство безбједности (сигурности) Босне и Херцеговине је једно од девет заједничких министарстава на нивоу Босне и Херцеговине одговорно Босне и Херцеговине одговорно Савјету министара Босне и Херцеговине, на чијем је челу се налази Ненад Нешић, из Демократског народног савеза.

## Надлежности
Министарство безбједности Босне и Херцеговине надлежно је за:
- заштиту међународних граница, унутрашњих граничних пријелаза и регулисање промета на граничним пријелазима Босне и Херцеговине
- спрјечавање и откривање учинилаца кривичних дјела тероризма, трговине дрогом, кривотворења домаће и стране валуте и трговине људима и других кривичних дјела са међународним или међуентитетским елементом
- међународну сарадњу у свим областима из надлежности Министарства (сарадња са Интерпол, Европол, СЕЛЕЦ, МАРРИ…)
- заштиту лица и објеката
- прикупљање и кориштење података од значаја за сигурност Босне и Херцеговине
- организацију и усаглашавање активности ентитетских министарстава унутрашњих послова и Брчко Дистрикта Босне и Херцеговине у остваривању сигурносних задатака у интересу Босне и Херцеговине
- спровођење међународних обавеза и сарадњу у провођењу цивилне заштите, координирање дјеловања ентитетских служби цивилне заштите у БиХ и усклађивање њихових планова за случај природне или друге несреће које захватају територију Босне и Херцеговине, и доношење програма и планова заштите и спашавања
- креира, стара се и проводи политику усељавања и азила у Босни и Херцеговини
- уређује процедуре и начин организације службе везано за кретање и боравак странаца у Босни и Херцеговини
- пружање подршке полицијским тијелима Босне и Херцеговине
- школовање и стручно усавршавање кадрова у складу с потребама полицијских тијела Босне и Херцеговине и других служби и агенција из области сигурности
- форензичка испитивања и вјештачења

## Управне организације
У саставу Министарства безбједности следеће управне организације:
- Дирекција за координацију полицијских тијела Босне и Херцеговине
- Гранична полиција Босне и Херцеговине
- Служба за послове са странцима
- Државна агенција за истраге и заштиту (популарно звана СИПА, по енглеском називу енгл. State Investigation and Protection Agency)
- Агенција за форензичка испитивања и вјештачења
- Агенција за школовање и стручно усавршавање кадрова
- Агенција за полицијску подршку